# Bílý kopec u Čejče
Bílý kopec u Čejče este o arie protejată (arie specială de conservare — SAC, sit de importanță comunitară — SCI) din Republica Cehă întinsă pe o suprafață de 72,96 ha, integral pe uscat.

## Localizare
Centrul sitului Bílý kopec u Čejče este situat la coordonatele 48°55′47″N 16°58′08″E / 48.929722°N 16.968889°E.

## Înființare
Situl Bílý kopec u Čejče a fost declarat sit de importanță comunitară în aprilie 2005 pentru a proteja 2 specii de animale. Situl a fost protejat și ca arie specială de conservare în ianuarie 2017.

## Biodiversitate
Situată în ecoregiunea panonică, aria protejată conține 1 habitat natural: Pajiști stepice panonice pe loess.
La baza desemnării sitului se află mai multe specii protejate de  nevertebrate (2): Bolbelasmus unicornis, Euplagia quadripunctaria.